# Матіндок
Матіндок — виявлене на східному півострові індонезійського острова Сулавесі газоконденсатне родовище, яке належить до басейну Банггай-Сула.
Поклади вуглеводнів родовища пов'язані із карбонатними відкладами міоцену, покрівлю для яких утворили моласи пліо-плейстоцену.
Родовище відкрили у 1988 році на ліцензійній ділянці Томорі шляхом спорудження розвідувальної свердловини Matindok-1, що показала на тестуванні результат у 0,25 млн м3 газу на добу. Втім, результати розвідувальної кампанії на Сулавесі не надали інвестору, яким виступала компанія Union Texas Petroleum, підстав узятись за розвиток видобутку у новому для нафтогазовидобувної промисловості Індонезії регіоні із відсутньою інфраструктурою.
В подальшому ділянка Томорі була розділена на кілька менших блоків, при цьому права на роботи на блоці Матіндок отримала державна компанія Pertamina. У 2009 році вона спорудила оціночну свердловину Matindok-2, яка показала на тестуванні результат у 0,34 млн м³ газу на добу. На той час неподалік вже були відкриті ще кілька родовищ, що дозволило у підсумку реалізувати проект спорудження заводу зі зрідження природного газу Донггі-Сеноро ЗПГ, який став до ладу у 2015 році. Доставку видобутого ресурсу на завод організували за допомогою трубопроводу Донггі – Сеноро – DSLNG.
Установку підготовки Матіндок ввели в експлуатацію у 2017 році. Вона має добову потужність у 1,55 млн м3 і також повинна обслуговувати родовища-сателіти Малеораджа та Сукамаджу. При цьому план розробки передбачав спорудження семи нових свердловин на Матіндок, введення в дію однієї наявної і спорудження двох додаткових свердловин на Малеораджа і введення в дію однієї наявної і спорудження однієї додаткової свердловини на Сукамаджу.
На початку розробки родовища Матіндок його підтверджені запаси визначили як 13,8 млрд м3 газу та 4,6 млн барелів конденсату.